# Victorina Sáenz de Tejada
Victorina Sáenz de Tejada (Granada, 1841 – Sevilla, ¿?) fue una escritora, poeta y dramaturga española del siglo XIX. Perteneció a la segunda generación de poetas nacidas entre 1831 y 1849.

## Trayectoria
Hija de Dolores Torres y de José Sáenz de Tejada, mariscal de Campo y gobernador militar de Cuba. En 1852 fue a vivir a Antequera, donde participó en los recitales del Liceo antequereño. Aconsejada por Trinidad Rojas, leyó y estudió a los clásicos, además de retórica y poética. Para poder vivir bordaba de día dedicando las noches al estudio.

Publicó su primer libro en 1865 con el título de Poesías y prólogo de Trinidad Rojas. En él desarrolló el tema del desaliento que acompañaba las mujeres, reprimidas hasta tal punto que se les negaba el derecho a expresar su malestar. Este sentimiento queda expresado en el poema: "A una tórtola":
Si en la mujer los amores
son elevados, sublimes,
sociedad ¿por qué la oprimes
con bárbara iniquidad?
¿Por qué cual la tortolilla
no ha de cantarte sus glorias,
o lamentar sus memorias,
perdida felicidad?
En 1866, obtuvo un accésit en el certamen anual de la Academia Mariana de Lérida, con el poema Nuestra Señora de Covadonga. Leyenda. Colaboró en la revista Lope de Vega de Málaga y en el Eco de Antequera. El 26 de diciembre de1867 se abrió la sesión de la Academia de Antequera con un poema suyo.
En 1869, se trasladó a Sevilla donde publicó en varias revistas y periódicos, como  la Verdad Católica, Las Hijas del Sol, Sevilla Mariana y otras.También en revistas como el Correo de la Moda o el Pequeño semanario ilustrado. Formó parte de un grupo de escritoras que pretendían un feminismo conservador y que defendían esas ideas desde revistas de corte tradicionalista.
Obtuvo la Rosa de Oro en el Certamen convocado por la Real Academia Sevillana de Buenas Letras en 1873 con el poema  "D. Miguel de Mañara. Leyenda."  Se relacionó con otras figuras literarias de Sevilla como Antonia Díaz de Lamarque, con quien mantuvo correspondencia.
En 1875, ingresó en el convento de las Comendadoras del  Espíritu Santo, donde profesó al año siguiente con el nombre de sor María de los Ángeles. Con este nombre firmará muchas de sus creaciones. También utilizó otros seudónimos como “Una Hija de María” o “Una religiosa del Convento del Espíritu Santo".
En el convento siguió escribiendo y publicando: en 1888 el libro de poemas, de tema exclusivamente religioso, El Rey del Dolor; en 1891, Día de amor divino, o sea, Reloj de la Pasión y en 1893 Azucena entre espinas. Su poema El rey del dolor se publicó por orden del cardenal Ceferino González y le valió la bendición personal del papa León XIII. Publicó también en una publicación de Jérez, publicada con Licencia de la autoridad eclesiástica y en cuyos artículos figuraba León XIII.
A partir de 1896 comenzó a publicar obras teatrales, escritas en verso y de tema religioso: El mártir de la eucaristía, que cuenta la historia del mártir San Tarsicio; El triunfo de la Gracia, acerca de la conversión de San Agustín y La azucena del Tíber, que relata la vida de Santa Inés, una joven patricia romana convertida al cristianismo. Esta fue una de sus obras con más repercusión. Era un drama religioso en tres actos. Entre sus obras también figuran novelas como La víctima del deber, considerada una novela moral.
Desde 1897 no se tiene más datos de su vida, solo se sabe que siguió viviendo  en el convento y que sufrió discontinuos ataques de locura hasta su fallecimiento, cuya fecha y lugar se desconocen.